# Brodok, Nedrîhailiv
Brodok (în ucraineană Бродок) este un sat în comuna Kulișivka din raionul Nedrîhailiv, regiunea Sumî, Ucraina.

## Demografie
Componența lingvistică a localității Brodok
     Ucraineană (98,29%)
     Rusă (1,71%)
Conform recensământului din 2001, majoritatea populației localității Brodok era vorbitoare de ucraineană (98,29%), existând în minoritate și vorbitori de rusă (1,71%).